# Africable
Africable Télévision  est une chaîne de télévision généraliste panafricaine à capitaux privés. Elle émet à partir de Bamako au Mali.

## Historique
Née de la volonté de jeunes câblo-opérateurs d'Afrique francophone, elle a démarré ses émissions sur satellite à partir de Bamako, le 26 juin 2004. En 2012, Africable devient  Africable Télévision. son slogan est ''La Chaîne du Continent'',.

## Regarder Africable Télévision
- Avec une antenne MMDS et un décodeur (sans abonnement) : Mali, Guinée, Bénin, Togo, Niger, Sénégal, Gabon, Cameroun, Djibouti, Tchad, Burkina Faso
- UHF : Sénégal, Burkina Faso, Niger
- Satellite : Afrique du Nord, Afrique Sub-saharienne, Afrique centrale, Europe, Moyen-Orient
- ADSL : Sur l'offre de la Neufbox TV, en chaîne 453 du bouquet Africain
- Représentation Europe et Moyen-Orient : Afrikakom S.A.
- Africable a un défi à relever: celui de la professionnalisation de son personnel ainsi que les conditions de travail.[réf. nécessaire]

## Orientation
Africable Télévision axe ses programmes autour de l'unité et de la fierté africaine.

## Les programmes

### Invité du jour
Interview de 26 minutes présentant une personnalité d’Afrique ou d’ailleurs dont l’action porte sur le développement durable du Continent aux plans socioculturel, économique ou politique, L’invité du jour est diffusé deux ou trois fois par semaine.

### Rites et traditions
A l’ère de la mondialisation, l’engagement de l’Afrique ne repose plus uniquement sur son entité économique. Elle doit être présente à ce grand rendez-vous avec tous ses atouts. Il apparaît nécessaire donc de faire la promotion de ses valeurs. Et l’émission Rites & Traditions s’est donné comme leitmotiv de nous replonger, à chaque numéro, dans les rites et traditions du continent à travers des enseignements dispensés par des spécialistes. Ces enseignements qui nous initient aux mythes et mystères.

### Afrinkinfo
Compilation des journaux télévisés des chaînes nationales partenaires. Afrikinfos est diffusé tous les jours à 21 h 30. Rediffusion à 23 h 30, 4 h 30, 6 h et 8 h.

### Ministar
MINI STAR, c’est l’émission qui s’intéresse exclusivement aux tout – petits qui peuvent désormais, et avec l’appui continuel des professionnels de la musique et des stars du showbiz ainsi que des spécialistes de l’éducation au Mali, faire montre de leur génie à travers des prestations artistiques et culturelles propres au Mali en particulier et à l’Afrique en général.

### La caravane de l'intégration
Initiée par le PDG d'Africable Ismaïla SIDIBE en 2010, la Caravane de l'Intégration présente l'Afrique aux africains, grâce à la première road série de l'Histoire de la télévision africaine.